# Comuna Ihtiman, Sofia
Ihtiman (în bulgară Ихтиман) este o comună în regiunea Sofia, Bulgaria, formată din orașul Ihtiman și 26 de sate. 

## Localități componente

### Orașe
- Ihtiman

### Sate
| - Balovți - Banciovți - Belița - Boerița - Borika - Buzeakovți - Bărdo - Cernovo - Djamuzovți | - Jivkovo - Kostadinkino - Liubnița - Mecikovți - Mirovo - Muhovo - Neikoveț - Panovți | - Paunovo - Poleanți - Popovți - Răjana - Seleanin - Stambolovo - Vakarel - Venkoveț - Verinsko |

## Demografie
Componența etnică a comunei Ihtiman
     Romi (23,3%)
     Bulgari (67,7%)
     Nicio identificare (8,53%)
     Altele (1,08%)
La recensământul din 2011, populația comunei Ihtiman era de 17.720 locuitori. Din punct de vedere etnic, majoritatea locuitorilor (67,7%) erau bulgari, cu o minoritate de romi (23,3%). Pentru 8,53% din locuitori nu este cunoscută apartenența etnică.